# Brauerei Westheim
Die Gräflich zu Stolberg’sche Brauerei Westheim GmbH ist eine mittelständische Privatbrauerei im sauerländischen Westheim, einer Ortschaft der Stadt Marsberg. Die Brauerei war ursprünglich Teil des Guts Westheim, dessen Geschichte bis ins 11. Jahrhundert zurückreicht.

## Geschichte des Guts Westheim

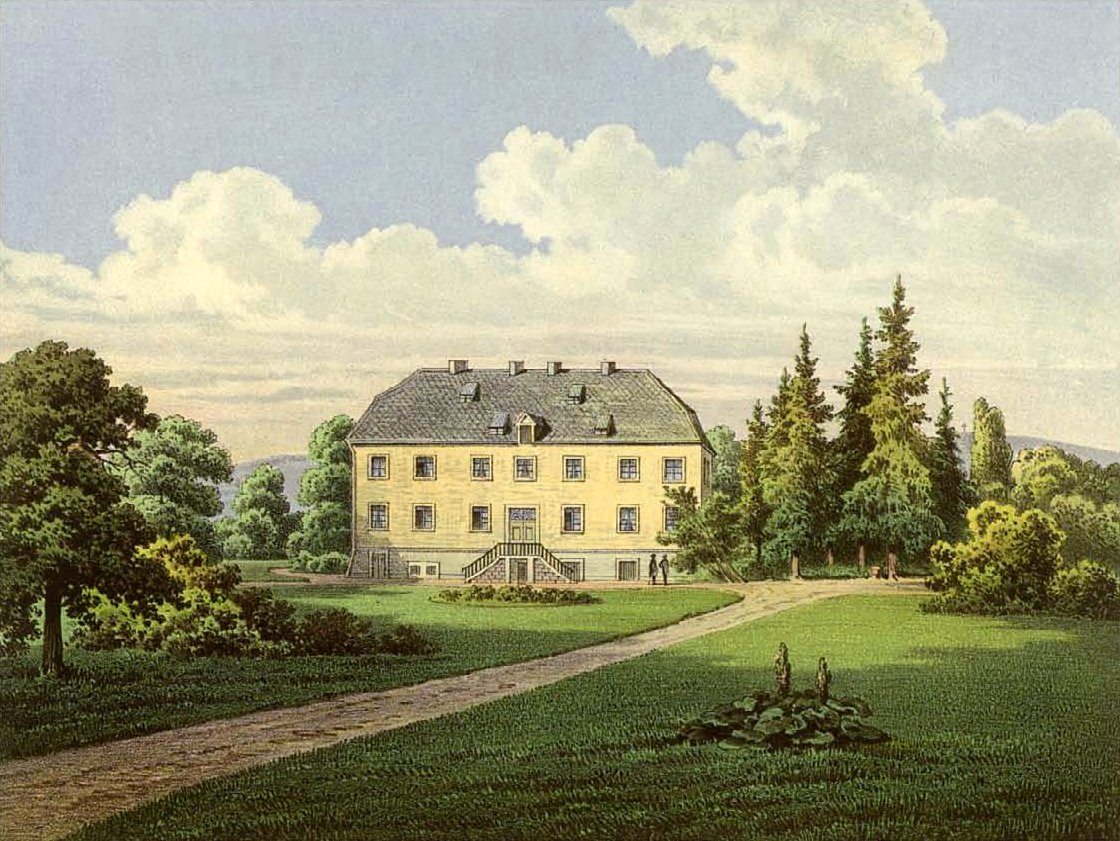
Rittergut Westheim um 1860, Sammlung Alexander Duncker

Seit 1080 ist ein Ministerialengeschlecht, von Westhem oder auch Westheym genannt, nachweisbar. Diese waren verbunden mit dem Corveyer Filialkloster Obermarsberg. Angehörige der Familie tauchen in verschiedenen Urkunden des 12. und 13. Jahrhunderts auf. Unter anderem übergaben die Ritter von Westheim 1221 den Besitz offenbar zeitweise an das Kloster Bredelar, um an einem Kreuzzug teilnehmen zu können. Die Familie von Westheim starb im 15. Jahrhundert aus und das Gut kam in den Besitz der Herren von Callenberg. Bedingt durch die Spaltung des zu Westheim ansässigen Zweiges der Familie entstanden zwei Adelssitze, das Ober- und das Unterhaus. 1573 wurde auf dem Gelände des Unterhauses eine Hauskapelle errichtet, die u. a. den Katholiken des Ortes für Gottesdienste diente. Der Sakralbau wurde 1898 wieder niedergelegt. 1778 erlosch die auf dem Oberhaus ansässige Linie und die Güter fielen an die im Niederhaus ansässige Linie. Der dortige Zweig der Familie starb 1813 aus. Im Jahr 1840 wurde der Besitz vom katholischen Politiker Joseph Theodor zu Stolberg-Stolberg erworben. Nach seinem Tod wurde das Gut 1860 zunächst verpachtet. Später übernahm es aber die Familie Stolberg-Stolberg wieder direkt. Langjähriger Besitzer war in der zweiten Hälfte des 19. Jahrhunderts bis zu seinem Tod 1925 Hermann Joseph Graf zu Stolberg-Stolberg, der sich wie sein Vater politisch engagierte. Das heutige Schloss ist identisch mit dem Oberhaus. Das Niederhaus befand sich östlich der Brauerei und wurde in den 1920er Jahren wegen Baufälligkeit abgerissen.

## Brauereientwicklung

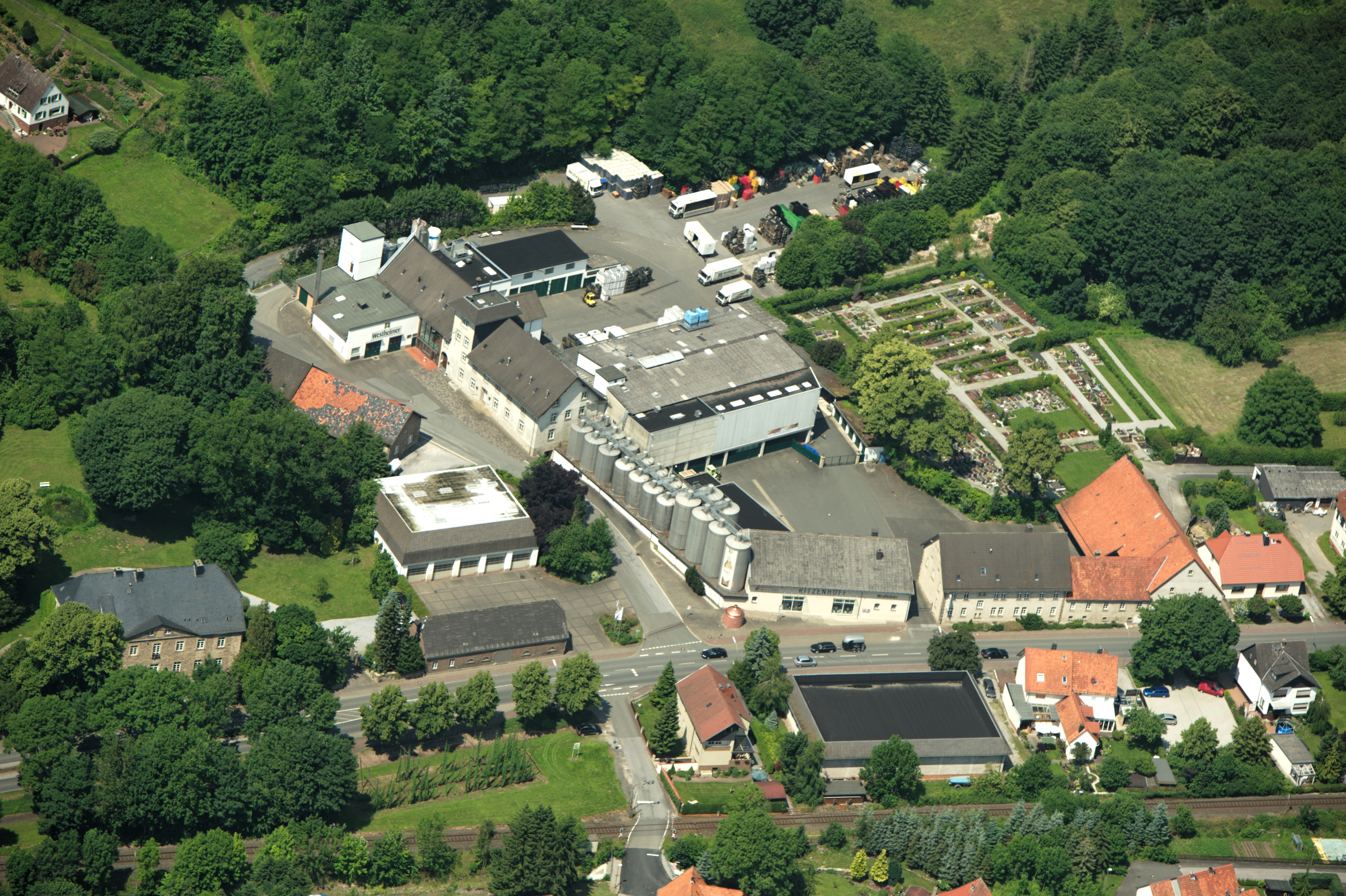
Luftbild der Brauerei (2013)

Joseph Theodor zu Stolberg-Stolberg begann 1848 mit dem Verkauf des bis dahin nur für den Privatverbrauch gebrauten Bieres des Guts Westheim, nachdem der Rentmeister Kloke aufgrund einer Predigt gegen den Schnapsmissbrauch die Brennerei des Guts zerstört hatte. Der Verkauf wurde jedoch schon bald wieder eingestellt. Erst 1862 wurde der Braubetrieb unter dem neuen Pächter Döring wieder aufgenommen, sodass dieses Jahr als eigentliches Gründungsjahr der Brauerei gilt. Sein Nachfolger, G. Wilhelm Arens aus Bredelar, stellte 1865 den jungen Brauer Mergell ein, der der Brauerei zu Ansehen verhalf. Um 1870 sorgte der Bau der Oberen Ruhrtalbahn für guten Umsatz. Durch die neue Bahnverbindung kam es anschließend zum Absatzverlust, da nun Konkurrenzprodukte auch im Umkreis von Westheim verkauft wurden. Bei einem Brand am 10. Dezember 1875 brannte ein Großteil der Brauerei ab. Im Jahr 1876 übernahm Caroline von Stolberg den Besitz wieder und ließ die Brauerei in eigener Regie weiterführen. An die Vorbesitzer Arens und Mergell musste eine Abfindung von 12.000 Mark gezahlt werden. In den folgenden Jahren bis 1879 ließ die Familie von Stolberg den Betrieb modernisieren und begann mit dem Aufbau eines überlokalen Vertriebsnetzes. In den 1880er-Jahren entstanden sogenannte Exportlokale im Rheinland, aber auch in den Niederlanden und in Berlin. Seit 1886 konzentrierte sich das Unternehmen jedoch wieder auf den regionalen Markt. Der Betrieb wurde weiter modernisiert und endgültig betriebswirtschaftlich Gut und Brauerei getrennt. Allerdings gehört das 5,7 km² große Gut Westheim mit Land- und Forstwirtschaft auch heute noch zur Brauerei. Mit dem Anschluss an das Elektrizitätsnetz um 1900 wurde die Einführung einer künstlichen Kühlung möglich. Im Jahr 1930 wurden die Markenbezeichnung Westheimer Hirschbräu und der Wappenhirsch warenzeichenrechtlich geschützt. Durch die Heirat von Maria-Antonia Gräfin zu Stolberg-Stolberg mit Klemens Freiherr von Twickel 1947 gingen Gut und Brauerei in den Besitz der Familie von Twickel über. Seit 1980 leitet Josef Freiherr von Twickel als Geschäftsführer die Firma. Im Jahr 1988 erfolgte aus Marketinggründen der Wechsel zur Marke „Westheimer“. Die Rechte an der Marke "Hirsch Bräu" hält die Brauerei Westheim noch heute. Seit 1995 ist Josef Freiherr von Twickel auch Eigentümer der Brauerei. Auch dessen Sohn Moritz arbeitet bereits in der Brauerei. Der Jahresausstoß liegt aktuell bei ca. 60.000 Hektolitern. Im Jahr 2012 wurde das Jubiläum 150 Jahre Westheimer Brauerei gefeiert.
Im Jahr 2023 waren im Unternehmen im Schnitt 47 Mitarbeiter beschäftigt.
Im Januar 2024 übernahm die Privatbrauerei Westheim die Brauerei Allersheim.

## Produkte
Die Brauerei Westheim braut folgende Biere:
- Westheimer Premium Pilsener,
- Westheimer Radler,
- Westheimer Natur-Radler,
- Westheimer Weizen,
- Westheimer Weizen Dunkel,
- Westheimer Wildschütz Klostermann,
- Westheimer Helles Obergäriges
- Westheimer Graf Stolberg Dunkel,
- Westheimer Alkoholfrei,
- Westheimer Weizen Alkoholfrei,
- Westheimer Winter und
- Westheimer Braumeisters Liebling.

Daneben stellt sie noch folgende Spirituosen her:
- Westheimer Bierbrand,
- Graf Stolberg Likör und
- Westheimer Whisky.

Außerdem werden folgende Erfrischungsgetränke produziert:
- Nah2o Quellwasser (prickelnd und still),
- LimoNAHde in den Sorten Orange, Zitrone, Apfelschorle, Rhabarberschorle, Cola (auch zuckerfrei), Cola mit Orange und
- Mal2 (auch MalZ genannt) Malztrunk (Bierspezialität[5] alkoholfrei).

## Sonstiges
Die Brauerei ist Mitglied der Initiative „Die Freien Brauer“, einem Zusammenschluss von mittelständischen Familienbrauereien in Deutschland, Österreich und Luxemburg.